# Detonator Orgun
Detonator Orgun (デトネイター・オーガン, Detoneitā Ōgan) est une série de 3 films d'animation OAV de Masami Ōbari sortie entre 1991 et 1992 au Japon. De par ses auteurs et ses thèmes de science-fiction et mecha, la série a été comparée défavorablement à la série Gall Force.

## Synopsis
En 2292, Orgun, un défecteur de la race extraterrestre belliqueuse des Evoluders, se retrouve aux abords de la Terre ou il est détruit par ses poursuivants. Sur une Terre futuriste, ou la population vit dans des grandes mégalopoles artificielles, le professeur Michi Kanzaki et le super ordinateur I-Zack se voient assigné par la Force de Défense Terrestre (EDF, Earth Defense Force) le programme secret de recréer un réplicat d’Orgun. Les Terriens découvrent alors que les Evoluders sont en fait les descendants d’une mission spatiale habitée humaine qui est partie de la Terre 200 ans plus tôt dans la direction de la constellation du Cygne et qui n’avait plus donné de nouvelles. Pendant l’équivalent de millions d’années de voyage spatio-temporelles, les Evoluders ont évolué sous la forme de cyborgs composés d’une armure externe mécanique et d’un corps biologique vestigial faisant office de système nerveux. Leur résistance et pouvoir de destruction est quasiment sans limites et l’EDF est rapidement détruite dans le système solaire. Pendant ce temps, la réplique d’Orgun s’auto-active et l’étudiant Tomoru Shindo, s’y trouve fusionné, et se met à combattre les Evoluders pour protéger la Terre. Alors que ceux-ci menacent d’annihiler la Terre à l’aide de leur planète de guerre Zohma et son canon anti-matière, Orgun parvient à la détruire. Les Evoluders ayant réalisé leur origine, ils s’en retournent dans l’Espace.

## Episodes
- 1- Naissance (Birth)
- 2- Poursuite (Pursuit)
- 3- Confrontation (Show down)

## Personnages
- Terriens :
  - Tomoru Shindo - étudiant
  - Force de Défense Terrestre (EDF) : professeur Michi Kanzaki
- Evoluders
  - Orgun – déserteur
  - Mhiku – leader spirituelle
  - Zoa- commandant en chef

## Fiche technique
- Titre : Detonator Orgun
- Réalisation : Masami Ōbari
- Scénario : Hideki Kakinuma
- Character design : Kia Asamiya = Michitaka Kikuchi
- Mecha design:
- Musique : Susumu Hirasawa
- Pays d'origine :  Japon
- Année de production : 1991 - 1992
- Genre : Science-fiction, Mecha
- Durée : 3x 55 minutes
- Dates de sortie : 1997 , 2001

## Commentaires
- Cette série traite d’un certain nombre de thèmes de science-fiction tels que les cyborgs, le voyage spatio-temporel, l’évolution humaine, la ville de demain, la réalité virtuelle, la télépathie, et le canon anti-matière.
- Plusieurs références au 20e siècle sont faites en particulier à la Seconde Guerre mondiale. Le héros, Tomoru Shindo, est fasciné par cette période et porte une veste antique d’un pilote de la Luftwaffe.
- La planète de guerre des Evoluders fait écho a l'Étoile de la mort de la saga Star Wars.

## Adaptations

### Manga
La série a été adoptée sous forme d’un manga par le scénariste Hideki Kakinuma en 1991.

### Jeux vidéo
- 1992 - Detonator Orgun (DETONATORオーガンホット・ビィ?) jeu d’aventure édité par Hot-B sur Mega-CD, uniquement au Japon.
- 2007 - Super Robot Taisen W, Nintendo DS